# وشم طبي

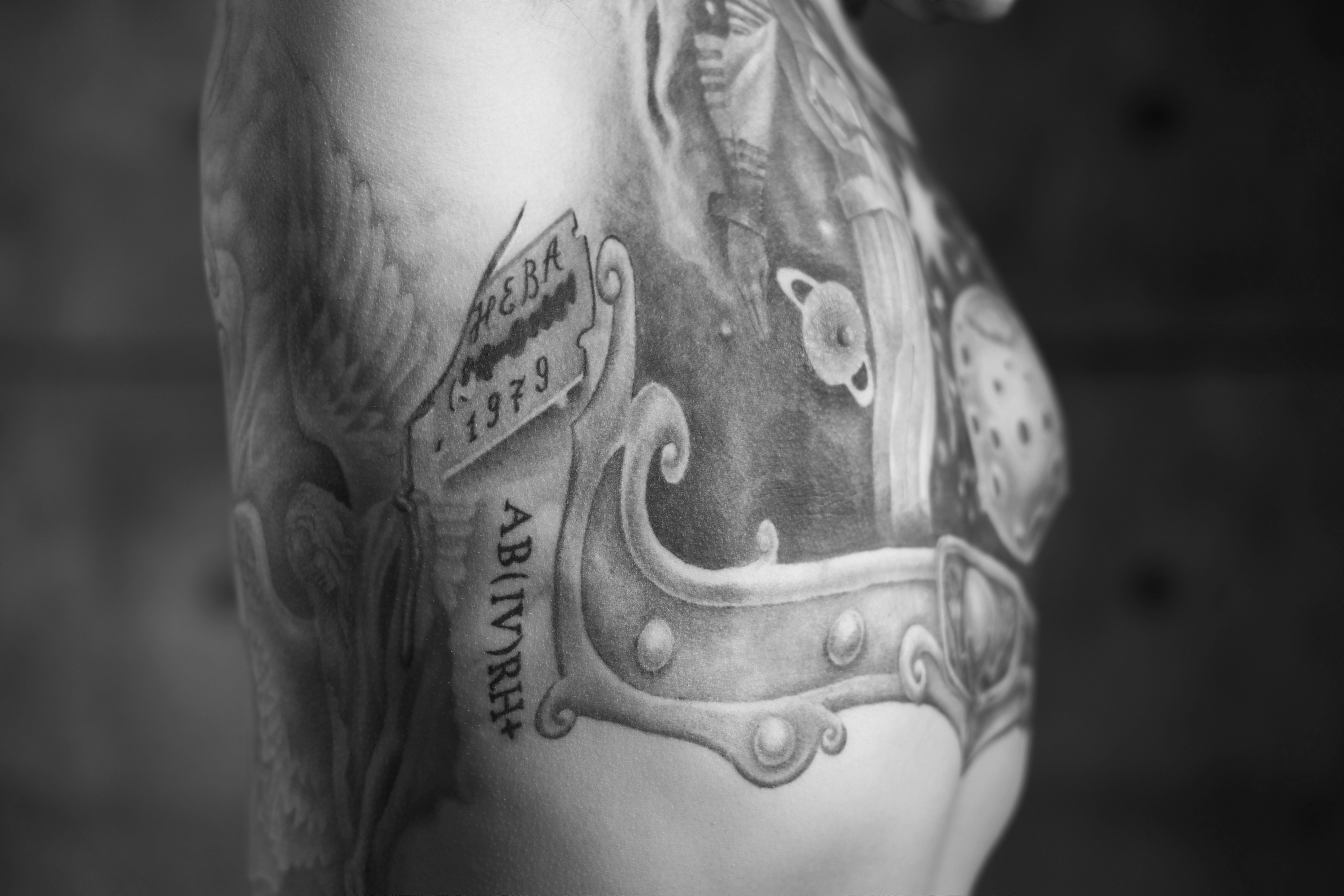
وشم طبي على شكل فئة دم حيث يحمل معلومات فصيلة الدم وذلك لأغراض طبية، فيسهل للفرق الطبية والمسعفين قراءة فصيلة الدم في حالة الطوارئ أو الحالات التي يكون فيها الشخص غير قادر على التواصل لسبب ما.

الوشم الطبي هو وشم يستخدم لعلاج حالة مرضية ما أو توصيل معلومات طبية أو تحديد موقع الجسم الذي يجب علاجه. قد يحصل الأشخاص على وشم طبي لإخفاء آثار العلاج، خاصة العمليات على مستوى الثدي، كما قد يلجأ البعض للوشوم الطبية لإخفاء أو تغطية منطقة من جسمهم بطريقة فنية.

## تاريخ
لا يعرف التاريخ الدقيق للوشوم الطبية ومتى بدأ استعمالها لأول مرة على وجه الدقة، لكن الطبيب الإغريقي جالينوس (129 - 212) قد استعمل الوشم الطبي على مرضاه ولو بطريقة بدائية في عام 150 ميلادية حين حاول تغطية عتامة القرنية عبر وشم طبي بدائي اعتمد فيه على وضع مسحوق جوز الهند بملح النحاس مع مواد أخرى لتخفيف حدة ظهور عتامة القرنية. قلت الوشوم الطبية مع انتشار الديانة المسيحية، إلى أن حظرت الوشوم كليا بموجب مرسوم بابوي صدر عام 787 ميلادية.
استخدم طبيب ألماني يُدعى باولي كبريتيد في عام 1835 كبريتيد الزئبق الثنائي وأبيض الرصاص للوشم على الجسد وذلك بغرض تغطية الأمراض الجلدية بما في ذلك الوحمة (الشامة) واللويحات الأرجوانية. استخدم طبيب آخر في خمسينيات القرن التاسع عشر كبريتيد الزئبق كوشم طبي لإخفاء آثار الجراحة التجميلية للشفة، وأحيا لويس دي ويكر في سبعينيات القرن التاسع عشر إحياء وشم القرنية الذي يعتبر من الوشوم الطبية الشائعة.

## حالات خاصة
خلال الحرب الباردة، دفعت التهديدات بالحرب النووية العديد من الولايات الأمريكية إلى التفكير في رسم وشم فصيلة الدم على أجساد المواطنين ممن يرغبون في ذلك، وقد بدأت دراسات حول هذه الفكرة في عديد الولايات الأمريكية مثل شيكاغو ويوتا وإنديانا بناءً على فرضية مفادها أنه إذا تم ضرب قنبلة ذرية، فإن الضرر الناتج سيتطلب كميات كبيرة جدًا من الدم خلال فترة زمنية قصيرة، وبالتالي فإن الوشوم الطبية لفصيلة الدم ستساعد في معرفة الفصيلة مباشرة وفي وقت أقصر دون الحاجة لتحليلات وبحث في السجلات.
يستخدم بعض المصابين بداء السكري الوشم الطبي لإخطار المسعفين وحتى الناس العاديين بطبيعة مرضهم حيث قد يقع الأشخاص المصابون بالداء المزمن في غيبوبة سكرية فلا يتمكنون من توصيل المعلومات اللازمة للمسعف، ما يتطلب وشمًا طبيًا في منطقة ما. هذه الطريقة ليست شائعة لوجود أساور يستعملها مرضى السكري وهي الأكثر شيوعا، ومع ذلك فهناك من يفضل الوشم الطبي بسبب التكلفة المنخفضة مقارنة مع الأساور التي تفقد بين كل فترة وأخرى كما تتعرض للكسر أو التلف مع مرور الوقت. الوشم الطبي لمرضى السكري فيه بعض المخاطرة لأن الداء يضعف في بعض الحالات التئام الجروح، لذا قد يحتاج مرضى السكري إلى اختيار موقع وتوقيت الوشم الطبي بعناية وبمساعدة طبية.

## أمثلة
إن الوشم الطبي هو وشم تجميلي يتم تطبيقه لإخفاء حالة طبية أو لإخفاء نتائج علاجها، وعادة ما يكون ذلك بأسلوب واقعي. قد يختار الأشخاص الذين يعانون من أمراض جلدية أو ندوب الحصول على وشم زخرفي فوق المنطقة. قد يستخدم الوشم الطبي أثناء إعادة بناء الثدي وذلك بعد استئصال الثدي كما يحصل في سرطان الثدي، أو جراحة تصغير الثدي، بحيث يجري ملء المناطق الفارغة (المستأصلة) بوشوم طبية تعوضها وكل ذلك لإخفاء ندوب الجراحة. قد يستخدم لجانب الوشم الطبي المكياج الدائم للمساعدة أكثر في إخفاء آثار العمليات الجراحية.